# 北城村
北城村（ほくじょうむら）は長野県北安曇郡にあった村。現在の白馬村大字北城にあたる。

## 地理
- 山：飛騨山脈（大黒岳、唐松岳、不帰嶮、鑓ヶ岳、杓子岳、白馬岳）、阿弥陀山、浅間山、岩戸山、物見山、柄山、東山、高戸山、城山、八方山、小日向山、岩蕈山
- 河川：姫川、松川、楠川

## 歴史
- 1875年（明治8年）2月18日 - 筑摩県安曇郡深沢空峠新田村・細野村・塩島村・塩島新田村・蕨平村・野平村・大出新田村・嶺方新田村が合併して北城村となる。
- 1876年（明治9年）8月21日 - 長野県の所属となる。
- 1879年（明治12年）1月4日 - 郡区町村編制法の施行により、北安曇郡の所属となる。
- 1889年（明治22年）4月1日 - 町村制の施行により、北城村が単独で自治体を形成。
- 1956年（昭和31年）9月30日 - 神城村と合併して白馬村が発足。同日北城村廃止。

## 交通

### 鉄道路線
- 日本国有鉄道
  - 大糸線
    - 信濃四ツ谷駅（現・白馬駅） - 信濃森上駅

### 道路
- 国道148号